# Las Piedras (Puerto Rico)
Las Piedras es un municipio del Estado Libre Asociado de Puerto Rico ubicado cerca de la costa oriental de la isla. Limita al norte con Canóvanas y Río Grande, al este con Humacao y Naguabo, al sur con Yabucoa y al oeste con San Lorenzo y Juncos.
Las Piedras se conoce como "La Ciudad de los Artesanos", fue fundado en 1767. Se origina el nombre por los grandes peñascos que hay en la zona por una explosión volcánica. La historia de Las Piedras se remonta a principios del siglo XVII. En 1797 los vecinos deciden donar 16 cuerdas de terreno para la fundación del pueblo.  En 1801 lograron los residentes la autorización para el elegir el pueblo y luego la parroquia.

## Datos Generales
- Superficie: 87.9 kilómetros cuadrados (33.9 millas cuadradas).
- Población: 35,099
- Densidad Poblacional: 440.64

habitantes/kilómetros cuadrados.
- Gentilicio: Pedreños o Pedrences.
- Barrios: Se divide en 8 barrios: Boquerón, Ceiba, Collores, El Río, Montones, Las Piedras barrio-pueblo, Quebrada Arenas y Tejas.
- Patrono: La Inmaculada Concepción de María.
- Alcalde: Miguel A. "Micky" López  Rivera
- Cognomento: Ciudad Artesanal y Los Come Guábaras
- Fundación: 1801
- Comida Típica: Lechón Asado
- Parroquia: La Inmaculada Concepción de María
- Ave: Pitirre
- Planta: Güiro
- Árbol: Roble
- Origen del nombre: Este pueblo fue llamado Las Piedras por las innumerables y grandes piedras que había en el lugar que fue fundada.
- Industrias Predominantes: Manufactura y farmacéuticas.

## Historia
Durante el siglo XVIII el territorio que hoy conocemos como Las Piedras era una pequeña aldea conocida como Ribera de Las Piedras. Estaba ubicada en la cumbre de las montañas, en el lugar de nacimiento del Río Humacao. El pequeño núcleo urbano se componía de la iglesia parroquial y tres casas.
Los habitantes del territorio, que ascendían a 1,515, vivían a uno u otro lado de la montaña: una parte apuntaba en dirección al poblado de Caguas y la otra al poblado de Humacao. Este terreno abarcaba lo que hoy son los municipios de : Las Piedras, Caguas, Gurabo, y parte de San Lorenzo, Juncos y Aguas Buenas. Se cree que su nombre surgió de la cantidad de enormes piedras que se encontraban en la colina donde se fundó, de ahí su antiguo nombre Ribera de Las Piedras.
Para fines del siglo XVIII la parroquia de Las Piedras tenía jurisdicción sobre toda la extensión territorial que comprendía desde Caguas hasta Humacao. Según los historiadores la primera documentación referente al poblado de la Ribera de Las Piedras se remonta al año 1773, cuando Fray Iñigo Abbad y Lasierra visitó Puerto Rico.
En 1797, una orden del gobierno civil y eclesiástico provocó que la parroquia fuera trasladada al barrio Juncos. Los vecinos de Las Piedras solicitaron al gobierno la creación y construcción de una nueva parroquia en el lugar donde se encontraba la anterior. La petición fue concedida una vez los habitantes se comprometieron a donar 16 cuerdas de terreno para el desarrollo del poblado; pagar la decoración del templo y reunir 325 dólares anuales para el pago del sacerdote y el sacristán.
En 1801, se fundó el pueblo de Las Piedras y se inició la construcción de la nueva iglesia parroquial dedicada a Nuestra Señora de la Concepción de María. En 1827, gestionaron los vecinos la compra de un terreno para construir la Casa del Rey. En 1868, se inició el proceso de restauración de la misma, ya que en 1825, tras el paso de un temporal, quedó destruida, al igual que la Iglesia y el Archivo Eclesiástico.
En un principio, Las Piedras estaba organizado en los barrios: Las Piedras Pueblo, El Río, Montones y Tejas. Para 1878, estos barrios se habían subdividido y el municipio se componía, entonces, de los barrios: Pueblo, El Río, Boquerón, Collores, Montones, Tejas, Quebrada Arenas y Ceiba. Las Piedras mantuvo esta organización política hasta 1898.
Para el 12 de septiembre de 1898, Las Piedras fue ocupado por las tropas del ejército estadounidense. Debido a la situación económica precaria del pueblo, Las Piedras pasó a formar parte del municipio de Humacao desde 1899 hasta el 1914, cuando recuperó su independencia. En 1948, la Junta de Planificación de Puerto Rico determinó que se debía ampliar la zona urbana del municipio. Los barrios Collores, Montones, Quebrada Arenas y Tejas fueron anexados a la zona urbana de Las Piedras.
Durante la década de 1970 dos terceras partes de los terrenos agrícolas de Las Piedras (14,300 cuerdas ó 13,888 acres) estaban dedicadas a pastos de ganado y el 26% (5,300 cuerdas ó 5,148 acres) se dedicaban al cultivo. La caña de azúcar se produjo casi totalmente en las tierras del Valle mientras que los cultivos alimenticios predominaban en el área montañosa. En la parte central llana se cultivaban para esa época 350 cuerdas (340 acres) de piña y 100 cuerdas de guayabas. El tabaco se sembraba, principalmente, en 125 cuerdas (121 acres) de la parte sur del municipio. Además su economía contaba con más de veinte industrias de manufactura de palillos, textiles, ropa, productos de niños, terminales electrónicos, productos químicos, alimento para ganado, materiales de construcción, zapatos, tubos de cartón, esferas de relojes, ropa de invierno, hebillas de pelo, arreglos florales, entre otras.
En la actualidad, las industrias predominantes son la manufactura y las farmacéuticas. La agricultura ha disminuido considerablemente, pero aún quedan unas 130 fincas en las que se cultiva farináceos y se cría ganado.

## Himno
Autor: Juan Casillas Álvarez 

Música: Germán Peña 

Somos de la Ribera 

de Las Piedras, Puerto Rico 

Que entre ríos y montañas 

ampliamos horizontes 

cultivando nuestra tierra. 

En el Centro de Oriente 

Quiso el Obispo de España 

Que con amor y gran empeño 

Fundara su templo en la montaña 

los pedreños. 

Somos del barco artesanos 

como pájaros cantores 

nos da el sol sus esplendedores 

e ilumina en nuestras manos 

la noble y gloriosa enseña 

de la patria Borinqueña. 

Con valor, Oh Ribereños 

miremos hacia el futuro 

y al triunfo siempre seguros 

marcharemos los pedreños. 

## Demografía
La población de Las Piedras, según el censo de 2010, se sitúa en 38,675, con una densidad poblacional de 440.64 km² por kilómetros cuadrados de personas y por millas cuadradas de (1.141.5 mi²), ocupando así el trigésimo tercer lugar en términos de población entre los municipios de Puerto Rico.
Mientras que en el censo de 2000, se situaba en 34,485, con una densidad poblacional de 392.5 km² por kilómetros cuadrados y por millas cuadradas de (1.017.3 mi²).
| Barrio          | Población | Censo | Población | Censo | Diferencia 2010 Vs 2000 |
| --------------- | --------- | ----- | --------- | ----- | ----------------------- |
| Boquerón        | 1,824     | 2010  | 1,984     | 2000  | -160                    |
| Ceiba           | 2,500     | 2010  | 1,557     | 2000  | +943                    |
| Collores        | 4,710     | 2010  | 4,648     | 2000  | +62                     |
| El Río          | 5,096     | 2010  | 4,918     | 2000  | +178                    |
| Pueblo          | 1,500     | 2010  | 1,911     | 2000  | -411                    |
| Montones        | 9,332     | 2010  | 6,096     | 2000  | +3,236                  |
| Quebrada Arenas | 4,225     | 2010  | 4,386     | 2000  | -161                    |
| Tejas           | 9,488     | 2010  | 8,985     | 2000  | +503                    |
| Total           | 38,675    | 2010  | 34,485    | 2000  | +4,190                  |

Población En Censos Anteriores
| Año  | Habitantes |
| ---- | ---------- |
| 1899 | 8,602      |
| 1910 | 9,454      |
| 1920 | 10,620     |
| 1930 | 12,907     |
| 1940 | 15,389     |
| 1950 | 16,208     |
| 1960 | 17,047     |
| 1970 | 18,112     |
| 1980 | 22,412     |
| 1990 | 27,896     |
| 2000 | 34,485     |

## Topografía
La mayor parte de este municipio de forma estrecha y alargada, es llana. El mismo pertenece geográficamente, a la región de los valles del sudeste. Sin embargo, presenta estribaciones de la Sierra de Luquillo por el norte, y de la Sierra de Cayey por el sur. En la Sierra de Luquillo se encuentra el pico El Toro a 1,074 metros (3,523 pies) y es el pico más alto de dicha sierra. En la Sierra de Cayey corresponden los cerros Collores, en la región central y se eleva a 369 metros (1,210 pies) y el cerro Asomante en el barrio Tejas, en el sur, que se eleva a 270 metros (886 pies) sobre el nivel del mar.

## Hidrografía
En este municipio nace uno de los grandes afluentes del Río Grande de Loíza: el Río Gurabo, que se origina en el barrio El Río, en la Sierra de Luquillo, mide aproximadamente 32 kilómetros (20 millas). Los afluentes suyos son las quebradas Honda, de los Rábanos, Arenosos y el Río Valenciano, que nace en Montones y recibe las aguas de las quebradas Montones y los Muertos. En ese barrio nace el Río Humacao, que desemboca en la vertiente del este o del pasaje de Vieques, en tanto los primeros cuerpos de agua citados van a parar, a través del Río Grande de Loíza, al océano Atlántico o vertiente del norte.

## Bandera

Bandera de Las Piedras

La bandera está compuesta por tres franjas horizontales del mismo ancho: blanca la superior, verde la del centro y azul la inferior. Sobre la franja del medio y centralizado, figura un sol taíno de color amarillo, tomado de un petroglífo indígena en la llamada "Cueva del Indio"en esa localidad. Los colores de la bandera se derivan de los del escudo: el blanco, sustituyendo al plateado, simboliza las peñas que abundan en esa comarca; el verde es por la vegetación circundante y el azul simboliza a la Santísima Virgen de la Inmaculada Concepción, patrona de este pueblo.

## Escudo
En el campo de plata de monograma de Nuestra Señora, la Santísima Virgen de Azul, coronado de la misma; bordura sinople con siete peñas de plata y en su punta, el sol taíno denominado "Sol de Las Piedras", en oro.
Símbolos:
- El monograma de Santísima Virgen, Azul sobre fondo de plata, representa a la Inmaculada Concepción, bajo cuyo título la iglesia parroquial de Las Piedras, que fue el origen del pueblo.
- Las peñas de plata sobre fondo verde representan los peñascos diseminados por la región en que ubica aquel y de los cuales provienen el nombre de la municipalidad.
- El sol taíno es una versión estilizada del que existe, formando parte de un petrogrifo indígena, en la cueva llamada "Cueva del Indio" en la comarca de Las Piedras. Simboliza esta figura a los primitivos habitantes del lugar.

## Economía y recursos naturales
Se basa en el cultivo de la caña de azúcar, tabaco, árboles frutales y la cría de ganado vacuno. En la industria se destacan las farmacéuticas, componentes eléctricos y manufactureros. El bosque Nacional del Caribe, que ocupa parte de la Sierra de Luquillo, se extiende hasta el norte de este municipio. Produce caña de azúcar, tabaco, piñas, otros frutos, y leche. Cuenta con existencias de hierro.

## Personas distinguidas
- Angel López - Cantante del grupo, internacionalmente conocido, Son By Four.
- Benjamín García González - Letrado pedreño que ha representado a la Isla en eventos profesionales como el “Equal Justice Conference”. Diseñó e implementó desde el año 1998, el proyecto conocido como “TeleAbogado” que es un sistema de entrevista y asesosoramiento legal telefónico que le brinda acceso a la Justicia a miles de personas en Puerto Rico.
- Eugenio López - Ganadero y Boxeador.
- Miguel Hernández Agosto - Presidente del Senado de Puerto Rico (1988-1992).
- Miguel Loíz - Senador de distrito (1992-1996). También es un reconocido compositor y educador.
- Sotero Gómez - Representante a la Cámara de Puerto Rico

## Alcaldes
| Alcalde                                         | Año                 |
| ----------------------------------------------- | ------------------- |
| Hon. Fernando López                             | (1914-1918)         |
| Hon. José Márquez                               | (1918-1919)         |
| Hon. José "Pepe" Collazo Jiménez                | (1919-1927)         |
| Hon. Santos Hernández                           | (1927-1928)         |
| Hon. José Collazo Colón                         | (1928-1929)         |
| Hon. Adolfo Sánchez                             | (1929-1932)         |
| Hon. Juan C. Velázquez                          | (1933-1936)         |
| Hon. Modesto Velázquez Flores                   | (1936)              |
| Hon. Plácido Vázquez                            | (1936-1939)         |
| Hon. Pedro López                                | (1939-1940)         |
| Hon. Antonio Márquez Carrión/Juan Rosa Martínez | (1940-1941)         |
| Hon. Juan Rosa Martínez                         | (1941-1944)         |
| Hon. Gabriel Ricard                             | (1944-1960)         |
| Hon. Rogelio Rivera                             | (1960-1971)         |
| Hon. José Díaz Díaz                             | (1972-1976)         |
| Hon. Manuel Antonio García Torres               | (1977-1983)         |
| Hon. José M. Cruz/Marcos Lozada Rodríguez       | (1983-1984)         |
| Hon. Modesto Castro Dávila                      | (1984-1988)         |
| Hon. Ángel Rafael Peña Rosa                     | (1989-2004)         |
| Hon. Itzamar Peña Ramírez                       | (2004-2008)         |
| Hon. Miguel (Micky) Lopez                       | (2009- Al Presente) |

## Educación
La educación está dividida por niveles, como el sistema educativo de los Estados Unidos. El nivel Elemental está compuesto por los grados desde Kindergarten hasta quinto grado. El nivel Segunda Unidad está compuesto por los grados desde Kindergarten hasta octavo grado. El nivel Intermedio está compuesto por los grados desde sexto hasta octavo grado. El nivel Superior está compuesto por los grados desde noveno hasta duodécimo grado. El nivel Todos Los Niveles está compuesto por todos los grados desde kindergarten hasta duodécimo grado. El nivel Universitario que otorga los grados de Grado Asociado, Bachillerato, Maestría y Doctorado, en el caso de la Universidad de Puerto Rico en Humacao (UPRH), otorga los grados de Grado Asociado y Bachillerato. En el nivel post-graduado no universitario se encuentran las instituciones creadas con el propósito de ofrecer la educación primaria, secundaria o vocacional a personas que no han podido estudiar y desean superarse.
Las escuelas pertenecientes al sistema de Educación Pública del Municipio De Las Piedras son:
| Escuela                            | Nivel          | Programa Escuela Abierta | Número Telefónico                                   |
| ---------------------------------- | -------------- | ------------------------ | --------------------------------------------------- |
| Benito Medina                      | Elemental      | No                       |                                                     |
| Carmen Benítez                     | Elemental      | Si                       | 787-733-2660                                        |
| Fernando Roig y Anexo              | Segunda Unidad | No                       |                                                     |
| Florencia García Peña              | Superior       | Si                       | 787-716-0044 787-716-0150 787-733-5395              |
| Francisco Torres García            | Elemental      | No                       |                                                     |
| José De Diego                      | Elemental      | Si                       | 787-733-8777 787-733-8787 787-733-2132 787-733-2130 |
| Nueva Elemental José D. Zayas      | Elemental      | No                       |                                                     |
| La Fermina                         | Elemental      | Si                       | 787-852-9766                                        |
| Leoncio Meléndez                   | Intermedio     | Si                       | 787-733-1050                                        |
| Luis Muñoz Rivera                  | Elemental      | Si                       | 787-733-1441                                        |
| Matías Rivera                      | Elemental      | No                       |                                                     |
| Milagros Marcano (Quebrada Grande) | Elemental      | No                       |                                                     |
| Ramón Power y Giralt               | Superior       | Si                       | 787-716-0022 787-733-2561 787-733-5310              |
| Santiago Torres                    | Intermedio     | Si                       | 787-733-1290 787-733-1454 787-733-1325              |

Las academias y colegios pertenecientes al sistema de Educación Privada Del Municipio De Las Piedras son:
| Academia - Colegio                            | Nivel                                         | Número Telefónico |
| --------------------------------------------- | --------------------------------------------- | ----------------- |
| Academia Bilingüe Visión Educativa            | Segunda Unidad                                | 787-716-2901      |
| Academia Cristiana Cohélet                    | Todos Los Niveles                             | 787-716-0675      |
| Academia Cristiana De Enseñanza Paolini       | Elemental                                     | 787-410-2262      |
| Academia De Enseñanza Moderna                 | Todos Los Niveles                             | 787-733-0424      |
| Centro De Desarrollo Educativo                | Elemental (Maternal - 12 Meses hasta 3 grado) | 787-733-4600      |
| Colegio Mi Cuido Y Educación                  | Segunda Unidad (PK-7)                         | 787-733-8316      |
| Colegio Mi Primera Enseñanza                  | Segunda Unidad (PK-7)                         | 787-733-3939      |
| Colegio Rubí Centro Educativo Integral        | Todos Los Niveles                             | 787-733-3236      |
| Maita Luca Military Academy                   | Todos Los Niveles                             | 787-733-8005      |
| East Point Academy Sunbeams Bilingual Academy | Elemental (Pre-pre-6)                         | 787-900-4498      |

## Lugares De Interés
- Asentamiento El Monte del Retiro
- Cueva del Indio
- Paseo Artesanal
- Museo Histórico De Las Piedras
- Plaza de Recreo Juan Rosa Martínez
- Parque Francisco Negrón Díaz

## Eventos
- Festival del Güiro - Marzo
- Festival Típico Cultural - Abril
- Fiestas de Cruz - Mayo
- Fiestas de la Juventud - Julio
- Festival Típico - Septiembre
- Festival del Lechón - Diciembre
- Fiestas Patronales - Diciembre